# Риф Ельфінстон

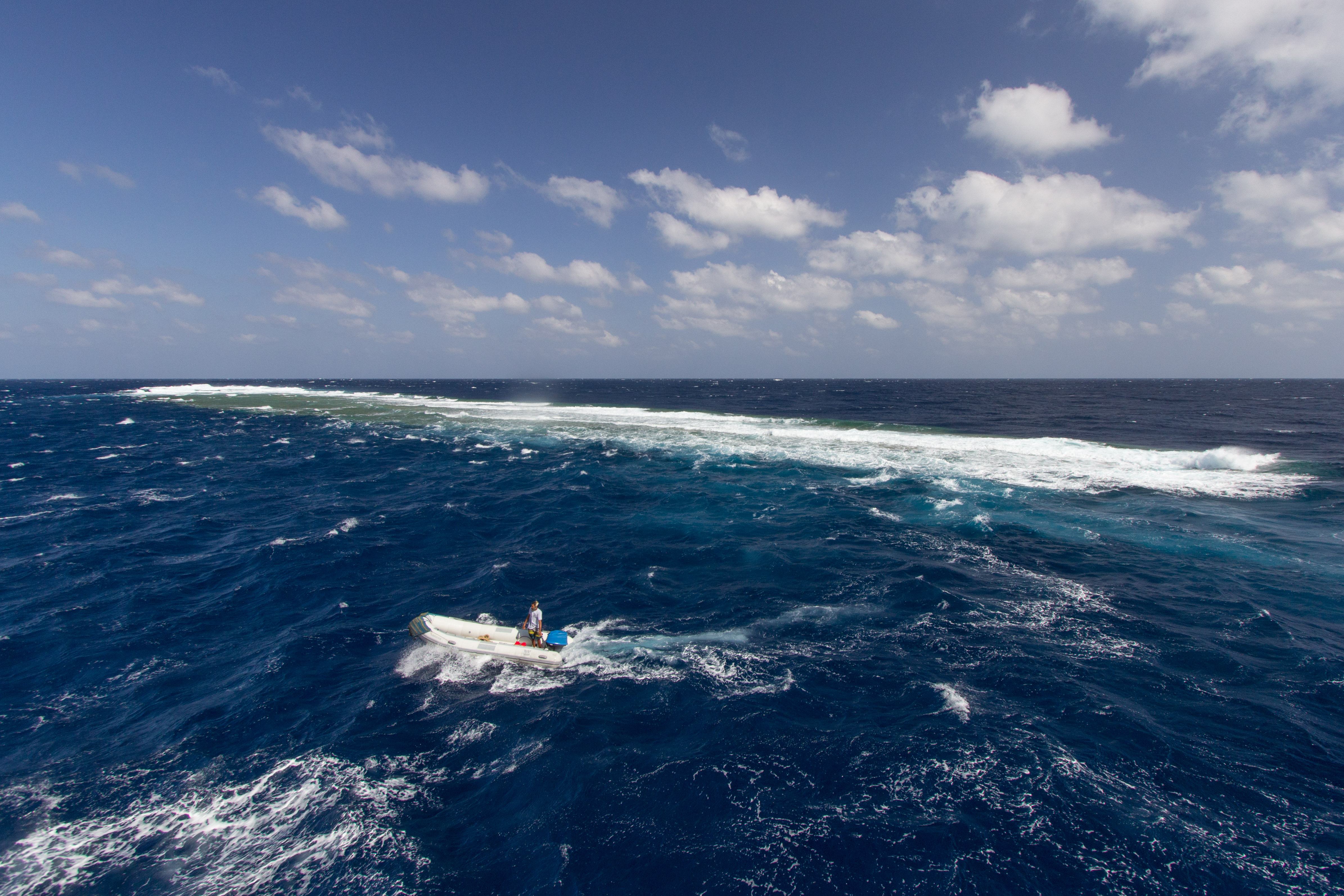
Риф Ельфінстон

Риф Ельфінстон (також відомий як Ша'аб Абу Хамра) — риф у Червоному морі в акваторії Єгипту. Знаходиться на відстані 30 км від прибережного міста Марса-Алам. Риф складається з багатьох видів коралів, серед яких найбільше видів Dendronephthya.

## Галерея

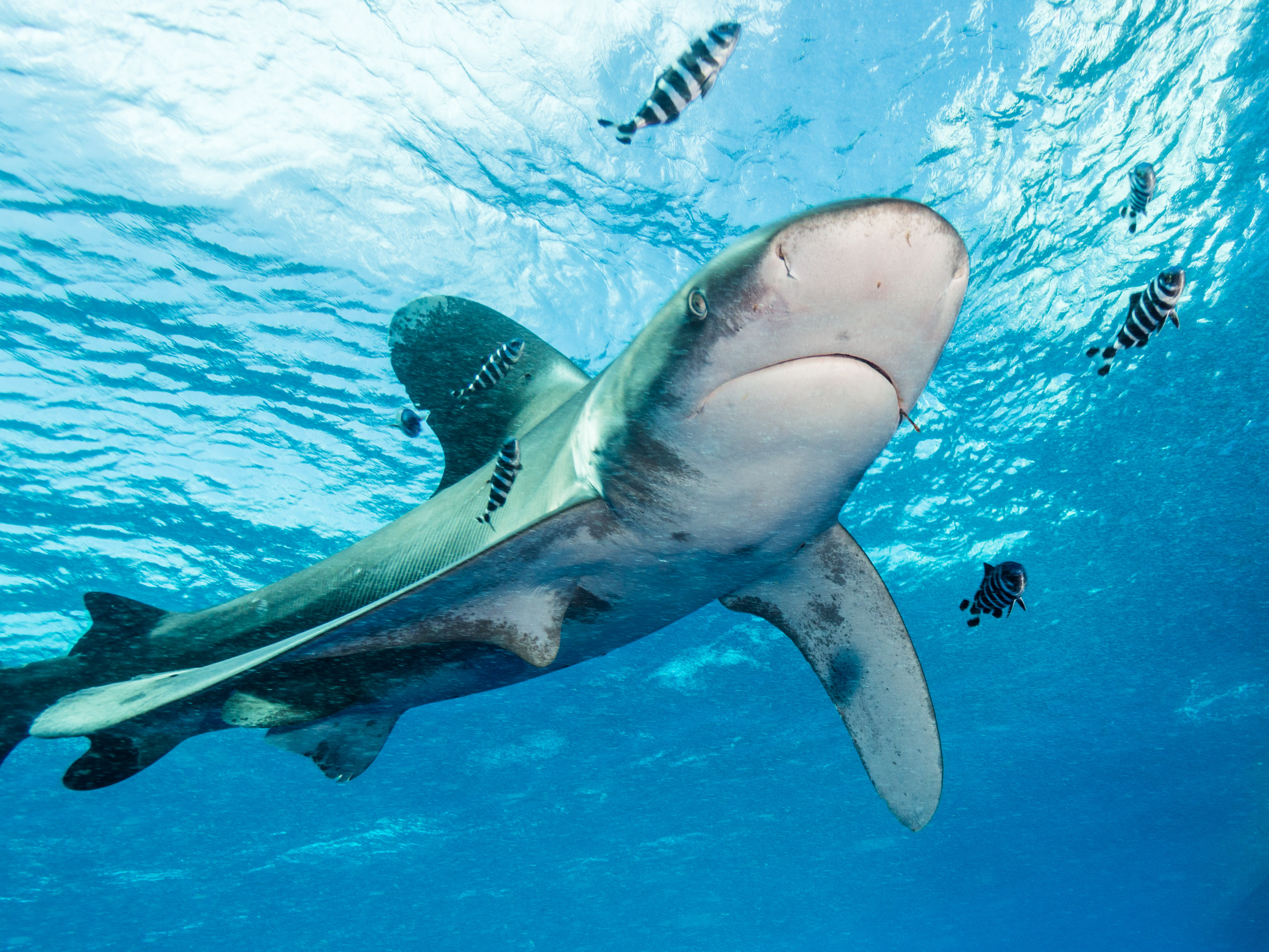
Акула довгокрила біля рифу Ельфінстон
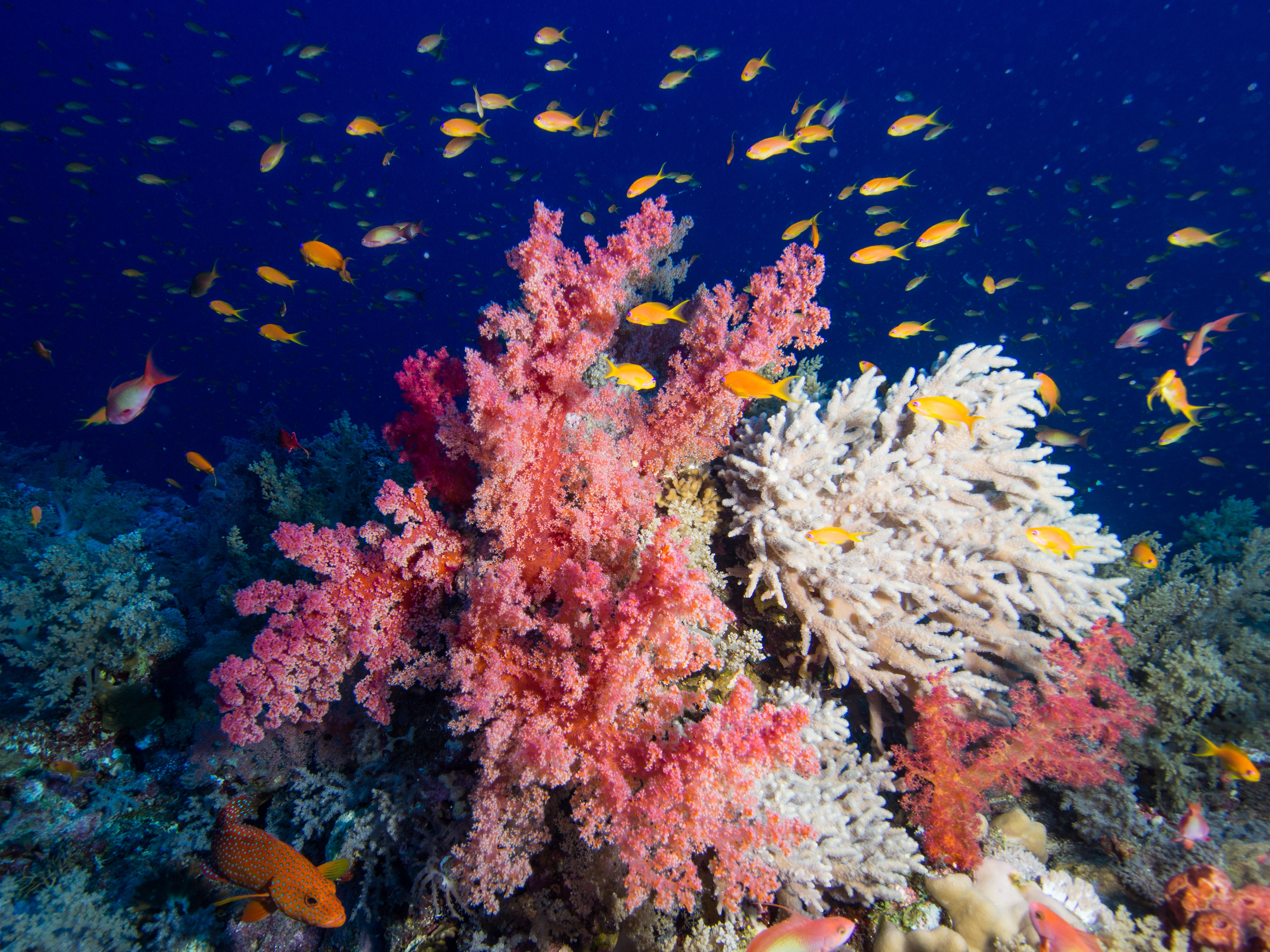
Корали Alcyonacea та риби Anthiinae
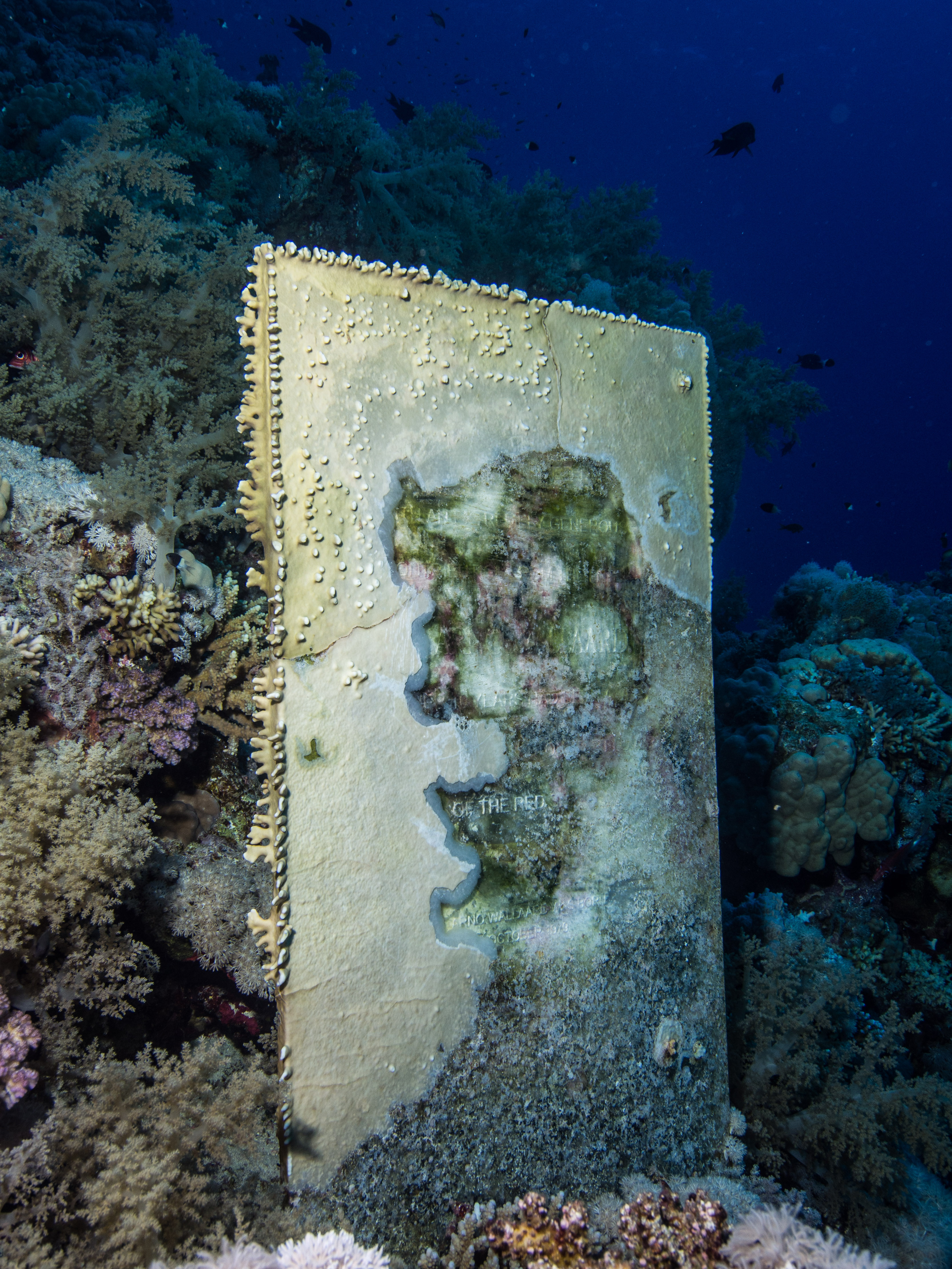
Меморіал, присвячений Арно Валларду, на південному плато рифу